# Ubuntu (Linux-disztribúció)
Az Ubuntu egy Debian-alapú Linux-disztribúció 6 hónapos kiadási ciklusokkal, a legfrissebb szoftverekkel, hibajavításokkal és integrációs munkákkal, amelyek visszakerülnek a Debianba.
Az Ubuntu szó afrikai eredetű, jelentése „emberiesség másokkal szemben”; „azért vagyok, mert mi vagyunk”. Ezen a néven jött létre egy közösség ingyenes és nyílt forráskódú szoftverek fejlesztésére és terjesztésére. Ők alkották meg az Ubuntu Linuxot, amely Debian alapokon nyugszik. Az Ubuntu Linux ezt a filozófiát szeretné elterjeszteni a szoftver világban. Fejlesztői között több Debian- és GNOME-híresség is található. A disztribúció frissességét és az új dolgokra való reagálását jól jelzi, hogy ez volt az első olyan Linux-disztribúció, amely a GNOME 2.8-at használta.
Az Ubuntu jelenleg a GNOME felületet használja alapértelmezetten, de régebben, a 11.04-es verziótól a 17.04-esig a saját fejlesztésű Unity volt alkalmazva. Egyéb felhasználói felületekkel is elérhető, melyek fejlesztése kisebb-nagyobb mértékben különálló projektként fut, mint például az Ubuntu KDE-s testvére, a Kubuntu vagy az LXQt-re alapozott Lubuntu disztribúció. Mindegyik terjesztés azonos verzióit újratelepítés nélkül konvertálhatjuk át, vagy akár egy időben mindegyik telepítve lehet. Ezt azért tehetjük meg, mert mindegyik disztribúció ugyanazon az archívumon alapul.
A projekt mögött anyagilag Mark Shuttleworth és cége, a Canonical Ltd áll. Ez többek között a legfontosabb fejlesztők támogatását, az infrastruktúra fenntartását, illetve üzleti tevékenységet (céges támogatás) takar.

## Történet és fejlesztési folyamat
Az Ubuntu első kiadása 2004. október 20-án jelent meg, mint egy ideiglenes Debian GNU/Linux fork. A projekt célja az volt, hogy az Ubuntu minden 6. hónapban ki tudjon adni egy új kiadást, aminek az eredménye egy gyakran frissített rendszer. Az új Ubuntu kiadások mindig tartalmazzák a legfrissebb GNOME-ot, mert úgy van időzítve, hogy a legfrissebb GNOME után egy hónappal jelenik meg az Ubuntu. A kontraszt az előző generációs Debian forkokhoz – pl. MEPIS, Xandros, Linspire, Progeny és Libranet – képest, hogy tartalmaz jó néhány zárt forrású kiegészítőt, részeként az Ubuntu üzleti modelljének, ami kizárja a „Debián filozófiát”, mely túlnyomóan szabad szoftvert használ.
Az Ubuntu csomagok általában a Debian unstable csomagjain (.deb formátum) alapulnak. A csomagok kezelését az APT és Synaptic eszközökkel lehetséges. Az Ubuntu minden csomag fejlesztést közvetlenül visszajuttat a Debianhoz, bár ez nem minden esetben jelenti azt hogy az Ubuntu és a Debian csomagok 'binárisan kompatibilisek' (azaz Debianra nem feltétlenül telepíthetünk minden probléma nélkül Ubuntu csomagokat, illetve ez fordítva is igaz). Sok Ubuntu fejlesztő egyben valamely kulcsfontosságú Debian csomag karbantartója is. Ian Murdock, a Debian alapítója azonban kritizálta az Ubuntut a csomagok Debiannal való inkompatibilitása miatt, és a Debian azon fejlesztőit akik szerint az Ubuntu már túlságosan eltávolodott a Debiantól ahhoz, hogy kompatibilis maradhasson.
Az Ubuntu fejlesztését jelenleg a Canonical Ltd. finanszírozza. 2005. július 8-án Mark Shuttleworth és a Canonical Ltd. bejelentette az Ubuntu alapítvány létrehozását, 10 millió dollár alaptőkével. Az alapítvány célja az Ubuntu fejlesztésének mindenkori támogatása, de 2006 óta nem fejtett ki aktív tevékenységet. Az alapítvány célja hogy az Ubuntunak a Canonicaltól független pénzügyi alapja legyen, ezzel biztosítani a disztribúció fennmaradását hosszú távon, abban az esetben is, ha a Canonical esetleg nem vesz részt a fejlesztésben.
2007. május 1-jén a Dell bejelentette, hogy Ubuntuval előtelepített asztali PC-ket, és laptopokat fog árusítani 2007. május 24-től. Ezek a számítógépek csak Észak-Amerikában kerültek forgalomba, de nem sokkal később, 2007. augusztus 8-án az Egyesült Királyságban, Franciaországban, és Németországban is hozzáférhetők lettek.
2007 júliusában az Ubuntu Live 2007 konferencián Mark Shuttleworth bejelentette, hogy a 2008 áprilisában megjelenő Ubuntu 8.04 lesz a következő LTS (Long Term Support – hosszú ideig támogatott) kiadás, illetve hogy kétévente fognak LTS kiadásokat megjelentetni.

## Képességek

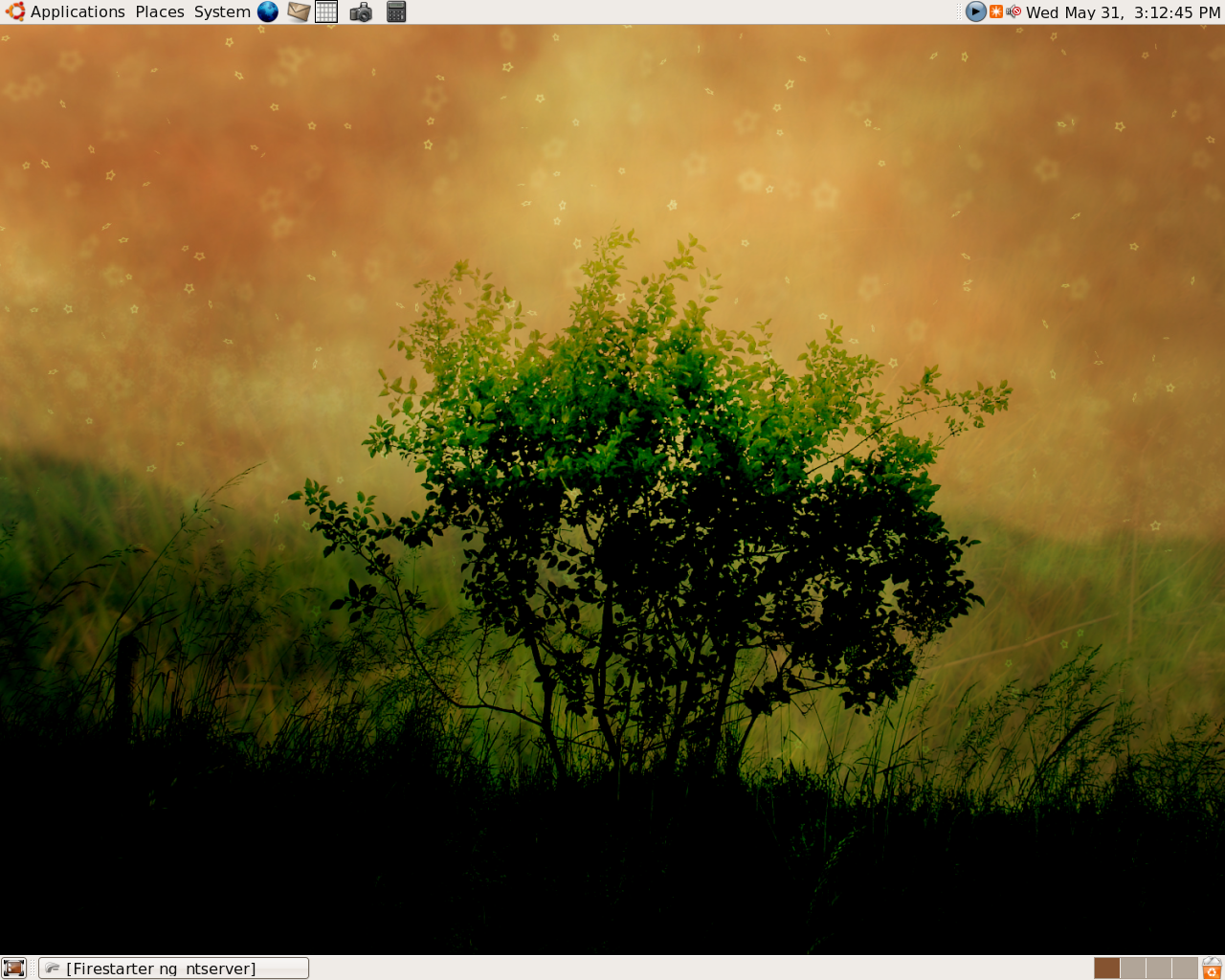
Az Ubuntu 6.06 LTS képernyőképe az Ubuntu hajnala háttérképpel

Az Ubuntu a könnyű használhatóságra koncentrál, beleértve a széleskörűen elterjedt adminisztratív feladatokra használt sudo eszközt. Az Ubuntu a Live CD-ről futtatott környezetből is feltelepíthető, anélkül hogy a telepítés megkezdése előtt újra kellene indítani a számítógépet. Az Ubuntu több szoftvert tartalmaz a fogyatékkal élők támogatására, és kiemelt célnak tartja a lehető legtöbb nyelvre történő honosítást, hogy minél több emberhez tudjon eljutni. Az 5.04-es kiadástól kezdve az UTF-8 az alapértelmezett karakterkódolás.
Az alapvető rendszereszközökön és alkalmazásokon kívül az Ubuntu előre telepített alkalmazásokat is tartalmaz: a LibreOffice irodai programcsomagot, a Firefox böngészőt, az Empathy azonnali üzenetküldőt, és a Shotwell fénykép-katalogizáló és -szerkesztő programot, ezen kívül számos logikai és kártyajáték is megtalálható volt benne. Ez utóbbiakat a 24.04-es verzióban kivették. Az Ubuntuban alapbeállításban minden hálózati port zárva van, bár néhányan használnak tűzfalat is, a bemenő és kimenő kapcsolatok megfigyelésére.
Az Ubuntu telepítés után egy teljes munkakörnyezetet nyújt további programok telepítése nélkül is. A live CD lehetővé teszi, hogy a felhasználók még a telepítés előtt meggyőződjenek arról, hogy a hardverük kompatibilis-e az Ubuntuval. A live CD használható a rendszer telepítésére is, amely az internetről letölthető. A live CD elindításához 256 MB RAM szükséges, és a rendszer installálás után 4 GB tárterületet foglal el. Letölthető egy ún. alternatív installáló CD (12.10-es verzióig) azok számára, akik gyengébb hardverrel rendelkeznek, vagy összetett particionálásra, pl. LVM vagy RAID használatára van szükségük.
Az Ubuntu 7.04 kiadásával a telepítési folyamat megváltozott. Az új telepítő támogatja a Windowsról való migrálást. Az új migrációs eszköz képes a felhasználó könyvjelzőinek, asztali háttérképének, és egyéb beállításainak importálására (ezek az importált beállítások a Live CD használatakor még nem érhetők el).

## A csomagok osztályozása, és támogatottsága
Az Ubuntuban a szoftvereket a licencük, és támogatottságuk szerint négy osztályba sorolják, ezeket komponenseknek (components) nevezik.
A következő négy komponens létezik:
|                        | Szabad szoftver | Nem szabad szoftver |
| ---------------------- | --------------- | ------------------- |
| Hivatalosan támogatott | Main            | Restricted          |
| Nem támogatott         | Universe        | Multiverse          |

"Szabad" szoftver ebben az esetben azokat a programokat jelenti, amelyek teljesítik az Ubuntu által támasztott feltételeket, amelyek nagyrészt hasonlóak a Debian Szabad Szoftver Irányelvekhez. Ez alól kivétel a Main komponens: "tartalmazhat bináris firmware-eket, és bizonyos betűtípusokat (ezeket a Main szabad komponensei használják), amelyek módosítása az alkotók engedélye nélkül tilos", de ezek közül csak olyanokat, amelyek szabadon terjeszthetők.
A nem szabad szoftverek általában hivatalosan nem támogatottak (Multiverse), illetve csak azok amelyek nagyon fontos funkciót látnak el, és nem pótolhatók szabad szoftverekkel (ezek a Restricted komponenshez tartoznak). Ilyenek például a videokártya meghajtóprogramok. Ezen programok forráskódjához az Ubuntu készítőinek nincs közvetlen hozzáférésük, ezért csak korlátozottan tudnak hivatalos támogatást nyújtani.
A Main és a Restricted komponensekben minden olyan szoftver megtalálható, amely egy általános célú Linux rendszerhez szükséges. A Universe és a Multiverse több választható szoftvert biztosít adott feladatok elvégzésére.

## Nem szabad szoftverek az Ubuntuban
Az Ubuntunak létezik minősítési rendszere a harmadik féltől származó programok számára. Az Ubuntu által minősített szoftvernek megfelelően kell működnie Ubuntu alatt. A legtöbb olyan program, amely a nem-szabad operációs rendszerek használói számára megszokott programok, nem kompatibilis az Ubuntuval.
Néhány olyan szoftver, amelyet nem tartalmaz az Ubuntu:
- Olyan szoftverek, amelyek a régiókóddal ellátott DVD-k lejátszását teszik lehetővé. Ennek oka a libdvdcss nyílt forráskódú DVD-lejátszó függvénykönyvtár megkérdőjelezhető jogi helyzete a világ néhány országában. (Megjegyzés: ez a függvénykönyvtár szükséges a régiókóddal ellátott DVD lejátszásához még a megfelelő régióban is.)
- Kódoló, és dekódoló függvénykönyvtárak nem szabad média formátumú médiatípusokhoz, mint pl. a Windows Media.
- Néhány népszerű böngésző-beépülőmodul, mint az Adobe Shockwave-je (nem létezik Linux verzió), és a Flash. (A Flash installálását a "flashplugin-nonfree" multiverse csomaggal mégis megtehetjük, mert ez csomag a Flash végfelhasználói licencszerződését betartva az Adobe weboldaláról tölti le a linuxos telepítőt, és futtatja).

## Kiadások
A verziók félévente jelennek meg, a verziószám a kiadás évéből és havából áll össze (4.10 → 2004.10.20). Az egyes kiadások fejlesztési kódnevei a hagyomány szerint egy azonos betűvel kezdődő melléknév és állatnév pár. A végleges verziókra általában a kódnév mellékneve alapján hivatkoznak, azonban a hivatalos elnevezés a verziószám. A Breezy Badger óta a kódneveket ABC sorrendben választják.
| Verzió    | Kódnév          | Kiadás dátuma | Támogatás vége | Biztonsági támogatás vége (ESM) |
| --------- | --------------- | ------------- | -------------- | ------------------------------- |
| 16.04 LTS | Xenial Xerus    | 2016-04-21    | 2021-04-30     | 2026-04                         |
| 18.04 LTS | Bionic Beaver   | 2018-04-26    | 2023-05-31     | 2028-04                         |
| 20.04 LTS | Focal Fossa     | 2020-04-23    | 2025-05-29     | 2030-04                         |
| 22.04 LTS | Jammy Jellyfish | 2022-04-21    | 2027-06-01     | 2032-04                         |
| 24.04 LTS | Noble Numbat    | 2024-04-25    | 2029-05-31     | 2034-04-25                      |
| 24.10     | Oracular Oriole | 2024-10-10    | 2025-07        | -                               |
| 25.04     | Plucky Puffin   | 2025-04-17    | 2026-01        | -                               |

## Változatok

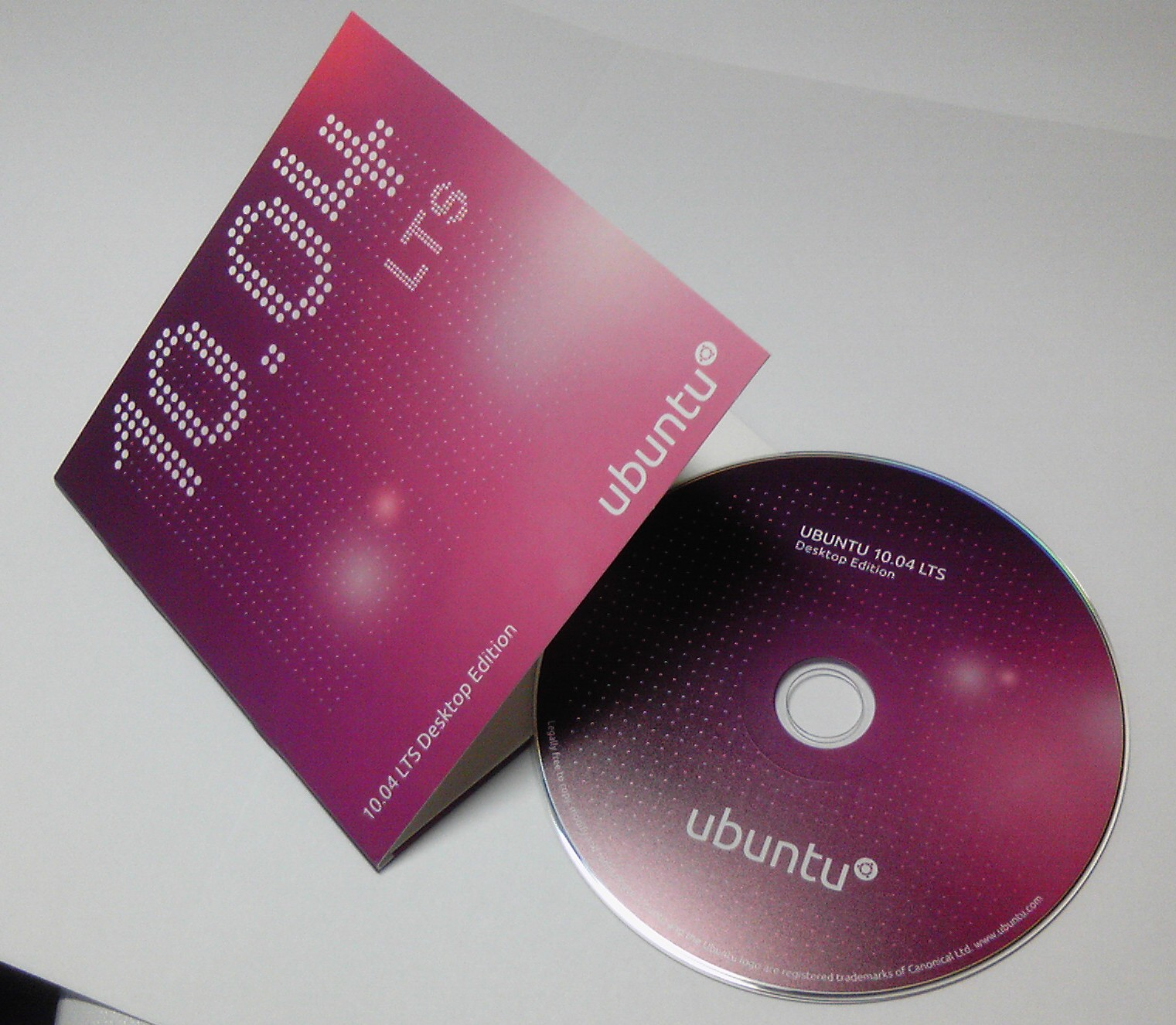
Ubuntu 10.04 LTS

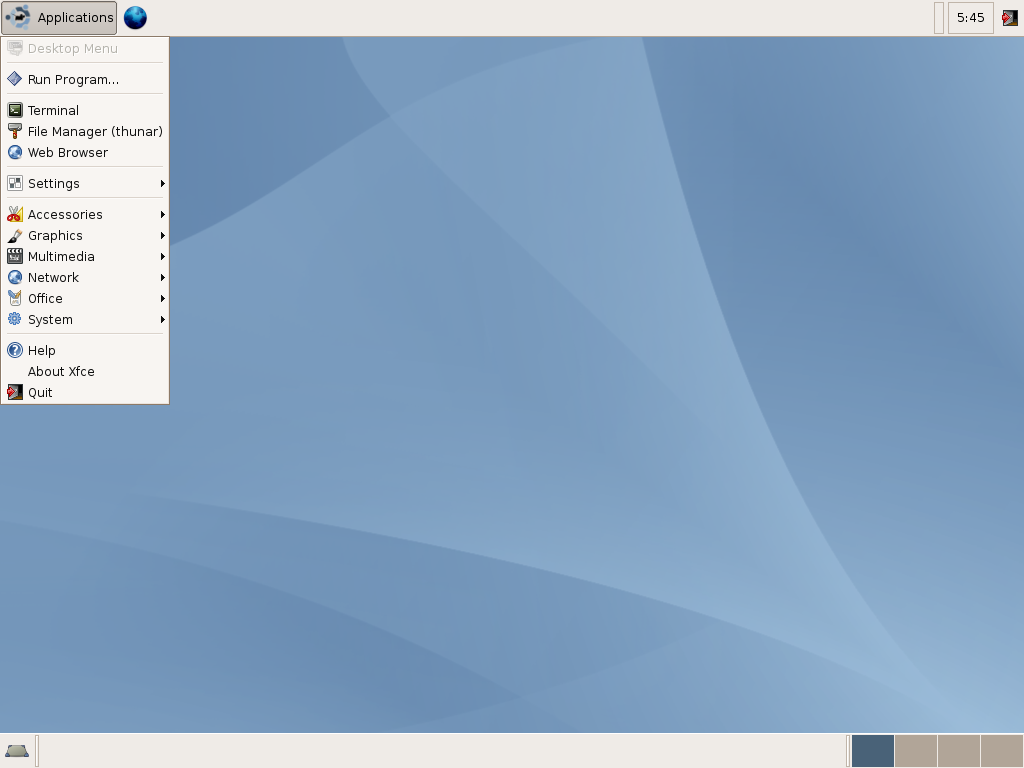
Alapértelmezett Xubuntu 6.06 asztal

Jelenleg sok változata létezik az Ubuntunak, mind hivatalosan, mind félhivatalosan. Ezek a rendszerek alapállapotban az Ubuntutól eltérő csomagokat használnak, de az összes csomagot, és frissítést ugyanabból a tárolóból frissítik, mint az Ubuntu, tehát az összes szoftver egyaránt elérhető rájuk.

### Hivatalos változatok
- Edubuntu – gyerekeknek, és iskolákba lett tervezve, GNOME ablakkezelővel.
- Kubuntu – ez a változat KDE asztali környezetet használ GNOME helyett
- Lubuntu – a legkisebb erőforrás-igényű disztribúció, LXQt asztali felülettel
- Xubuntu – egy kisebb erőforrás-igényű disztribúció, amely Xfce asztali környezetet használ
- Ubuntu Budgie – egy kisebb erőforrás-igényű disztribúció, Budgie asztali környezettel
- Ubuntu Cinnamon – a Linux Mint Cinnamon felületét használó disztribúció
- Ubuntu Kylin – kínai felhasználók számára optimalizált
- Ubuntu MATE – kis erőforrás-igényű disztribúció, MATE asztali környezettel, akár Raspberry Pi-re is
- Ubuntu Studio – multimédiás tartalmak készítésére fókuszáló disztribúció
- Ubuntu Server – Szerver változat az Ubuntu 5.10 Breezy Badger óta az asztali kiadással egyidőben jelenik meg.[34] Adminisztrációs eszközöket és szerver alkalmazásokat tartalmaz, mint pl. e-mail kiszolgáló, LAMP webszerver, FTP kiszolgáló, DNS-szerver, és adatbázis-eszközök.[34] Az asztali PC-kre szánt telepítőlemezhez képest a szerver változat CD-képe kisebb méretű, és alacsonyabbak a hardver-követelményei. A telepítéshez 500 MB lemezterület, és 64 MB memória szükséges.[15]
- Ubuntu Unity – a korábban alapértelmezett Unity felületet használó disztribúció
- Ubuntu Cloud – felhőszolgáltatás építéséhez
- Ubuntu for IoT – fejlesztők számára, pl. Raspberry Pi 2, 3 vagy 4-hez

#### Megszűnt hivatalos változatok
- Gobuntu – egy Ubuntu variáció volt, ami teljes mértékben szabad szoftvert használt, dokumentációt, illusztrációt stb.[35]
- Ubuntu GNOME – az Ubuntun egy ideig a Unity volt az alapértelmezett felhasználói felület, ez hívta életre ezt az azóta megszűnt változatot.

## Rendszerkövetelmények
Az Ubuntu asztali verziója jelenleg az Intel x86 és az AMD64 architektúrákat támogatja. Néhány szerver változat támogatja még a SPARC architektúrát. Nem hivatalos támogatás elérhető még a PowerPC, IA-64 (Itanium) és a PlayStation 3 architektúrákhoz.
A minimális követelmények asztali verziónál a telepítéshez 300 MHz x86 processzor, 256 MB memória, 4 GB hely a merevlemezen, és egy videokártya, ami támogatja a 640x480 felbontást. A javasolt rendszerkövetelmények asztali verziónál a telepítéshez 700 MHz x86 processzor, 384 MB memória, 8 GB hely a merevlemezen, és egy videokártya, ami támogatja az 1024×768-as felbontást. A szerver telepítéshez szükséges egy 300 MHz x86 processzor, 128 MB memória illetve bármely, PC-kben megtalálható videokártya. A számítógépnek nem kell teljesíteni a minimális követelményeket a Xubuntu kipróbálásához, ami Xfce asztali felületet használ. Szerverre történő telepítéskor, amennyiben ún. "alternate" lemezt használunk, közömbös a rendszer grafikai képessége.
|                  | Asztali verzió | Asztali verzió | Szerver       |
| Minimális        | Ajánlott       |                | Szerver       |
| ---------------- | -------------- | -------------- | ------------- |
| Processzor       | 700 MHz (x86)  | 1 GHz (x64)    | 300 MHz (x86) |
| Memória          | 512 MB         | 1 GB           | 128 MB        |
| Merevlemez méret | 4 GB           | 8-20 GB        | 1 GB          |
| Videókártya      | VGA @ 640x480  | VGA @ 1024x768 | közömbös      |

## Sikerek
A Linux-disztribúciókkal foglalkozó distrowatch.com weboldalon az Ubuntu adatlapja 2005–2006-ban a leggyakrabban látogatott adatlap volt, emellett a nyomtatott és internetes média is szívesen cikkezett róla. Sokak szerint az Ubuntu sikere a köré szerveződő egyre nagyobb közösségben rejlik. Mark Shuttleworth becslése szerint 2006 végén legalább 8 millió Ubuntu felhasználó volt.